# Ugrino Csák di Strigonio
Ugrino Csák (in ungherese Csák nembeli Ugrin; ... – 1204), fu un ecclesiastico ungherese vissuto a cavallo tra il XII e il XIII secolo che fu vescovo di Győr dal 1188 al 1204 e poi per breve tempo arcivescovo di Esztergom nel 1204.

## Biografia
Ugrino discendeva dalla famiglia dei Csák, la quale, secondo le Gesta Hunnorum et Hungarorum, aveva quale progenitore Szabolcs, figlio di Előd, uno dei sette capitribù magiari che guidarono la conquista del bacino dei Carpazi alla fine del IX secolo. Di conseguenza, il nipote di Szabolcs era Csák, capostipite della famiglia omonima e contemporanea del gran principe Géza, oltre che più tardi di re Stefano I. Lo storico Gyula Kristó ha ipotizzato che Ugrino fosse presumibilmente il figlio di quel comes Ugrino il quale possedeva l'abbazia di Vértesszentkereszt nelle colline di Vértes nel 1146. Lo storico Pál Engel ha creduto che Ugrino appartenesse al ramo Kisfalud della famiglia Csák. Nel suo testamento del 1231, Nicola Csák, ispán di diversi comitati nella prima metà del XIII secolo, si riferì a Ugrino come suo frater, ovvero letteralmente "fratello», ma in questo contesto stava a indicare molto probabilmente «zio».

### Prelato
Un documento dalla dubbia autenticità lo indica come vescovo di Zagabria nel 1175, quando Prodano ricopriva tale carica in quel periodo. Lo storico Attila Zsoldos ha analizzato il documento in dettaglio e ha svelato le contraddizioni tra i dati archontologici, sussistenti ancora malgrado gli sforzi storiografici volti a cercare di correggere la data della carta al 1183 o al 1185. Scritto a nome del re Béla III, il falso si riferisce erroneamente a Prodano indicandolo come persona deceduta, mentre altre date sono incompatibili tra loro. Pertanto il ruolo di Ugrino come vescovo di Zagabria non può essere accertato.

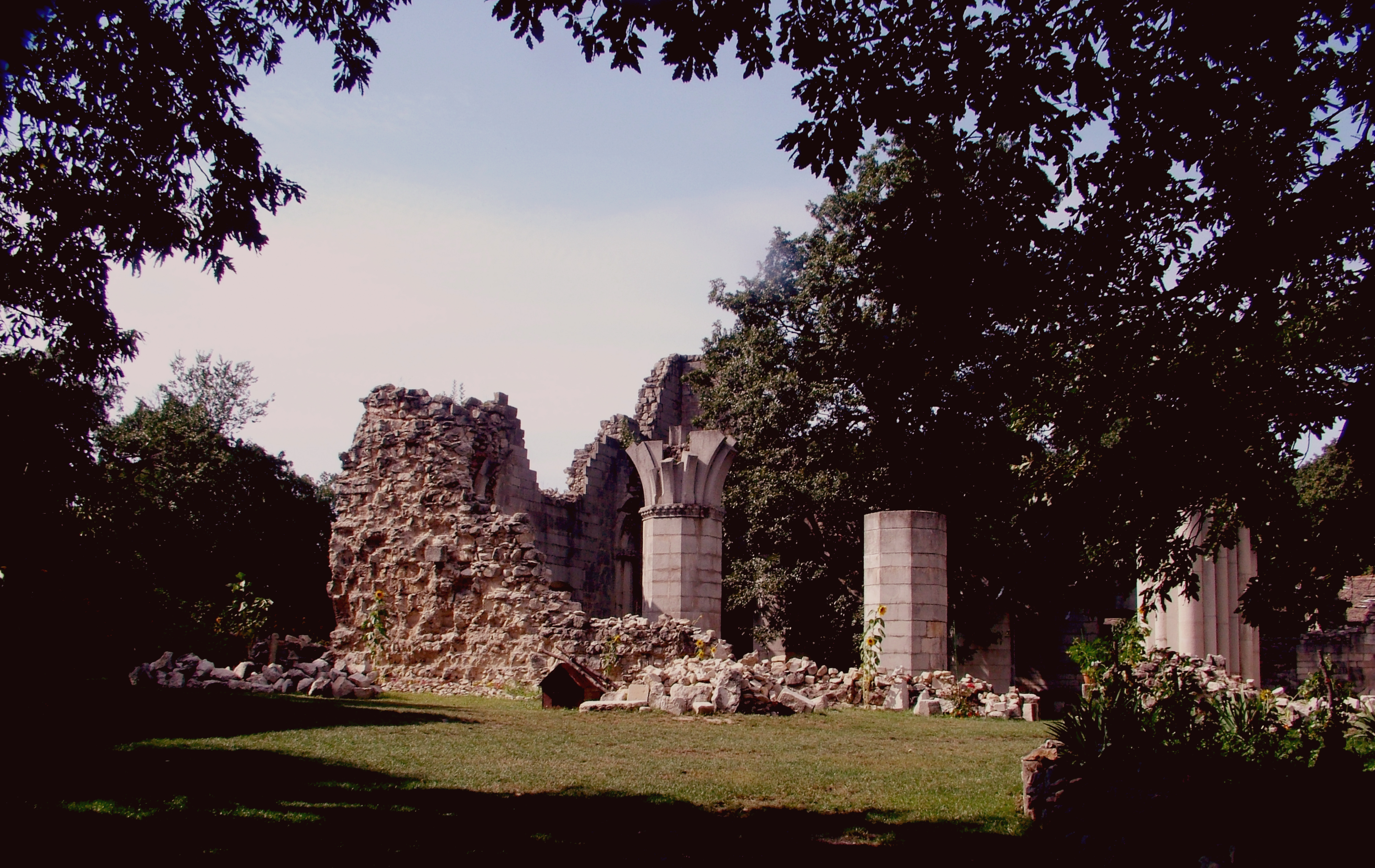
Le rovine dell'abbazia di Vértesszentkereszt

Dal 1188 (secondo gli statuti autentici che partono soltanto dal 1192), Ugrino divenne vescovo di vescovo di Győr. Nell'estate del 1189, i combattenti tedeschi in marcia per compiere la terza crociata transitarono attraverso l'Ungheria sotto il comando di Federico I Barbarossa. Béla III accolse Federico a Esztergom e inviò un contingente di 2 000 soldati guidata da Ugrino Csák per scortare i soldati attraverso la penisola balcanica. Su richiesta di Federico, Béla liberò il fratello imprigionato, Géza, il quale si unì ai crociati e lasciò l'Ungheria. A novembre, Béla vietò a Ugrino e ai suoi accoliti magiari di partire da Niš, in quanto non voleva confrontarsi con suo genero, l'imperatore Isacco II Angelo, mentre Géza e la sua piccola scorta rimasero nell'esercito crociato. Di conseguenza, Ugrino e sei ispán tornarono in patria. In veste di vescovo, Ugrino ampliò e ricostruì in modo significativo il monastero di Vértesszentkereszt, rivolgendosi per i lavori ad architetti ecclesiastici di Strigonio e Caloccia per rinnovare ed espandere le sue mura e il basamento, combinando gli elementi romanici e gotici.
Dopo la morte di Béla III, Ugrino si dimostrò il più convinto sostenitore del suo successore Emerico, il cui intero regno fu caratterizzato dalla cosiddetta guerra dei fratelli, ovvero le lotte contro il duca Andrea. Ugrino si affermò come il principale esponente della "cerchia monarchica" durante i conflitti dei due fratelli, come ha affermato lo storico James Ross Sweeney. Papa Celestino III esortò Ugrino a restare fedele al monarca, quando Andrea costrinse Emerico a nominarlo governatore della Croazia e Dalmazia a titolo di appannaggio. Il 30 dicembre 1198, papa Innocenzo III ordinò all'arcivescovo Saulo Győr di Kalocsa, ai vescovi Ugrino Csák di Győr e Domenico di Zagabria di indagare sull'insediamento degli arcivescovi legati ad Andrea delle diocesi dalmate di Spalato e Zara, precedentemente scomunicati da papa Celestino, ma Andrea li aveva nominato arbitrariamente alle loro dignità. Alla fine del 1199, Emerico definì Ugrino uno dei suoi «prelati più leali» nella sua lettera a Innocenzo, che incoraggiò gli sforzi di Emerico e proibì ai prelati e al clero ungheresi di scomunicare la sostenitori del re, tra cui Ugrino (poiché alcuni vescovi, tra cui Kalán Bár-Kalán e Boleslao, erano sostenitori del duca Andrea). Ugrino ottenne l'insediamento di Mihályi da Emerico nel 1198, in seguito sede del ramo Kisfalud e dei suoi discendenti, le famiglie Nagymihályi e Csáki (o Csáky) de Mihály. Nel 1201, il re donò anche il paese di Szántó, vicino a Bodajk, a Ugrino. Ogni suo bene fu ereditato dal nipote (o fratello) Nicola Csák. Quando Emerico accusò, nel 1203, Kalán Bár-Kalán non di aver assassinato suo padre (Béla III), ma di aver mantenuto una relazione illecita con la sua stessa nipote, uno scettico papa Innocenzo affidò segretamente a Ugrino il compito di indagare sulla verità delle accuse. Ugrino e altri cinque vescovi condussero un'indagine terminata con lo scagionamento di Kalán dalle accuse all'inizio del 1204.
L'arcivescovo Giobbe di Strigonio morì il 1º febbraio 1204. Emerico, che intendeva andare in pellegrinaggio in Terra Santa, non desiderava lasciare il suo paese nell'incertezza e voleva assicurare la successione del figlio di quattro anni, Ladislao. Affinché ciò avvenisse, occorreva rispettare una conclamata prassi vigente in Ungheria, ossia il diritto riservato esclusivamente agli arcivescovi di Esztergom di presenziare la cerimonia di incoronazione del nuovo sovrano. Per questa ragione, il 24 aprile 1204 Ugrino fu nominato arcivescovo di Esztergom da papa Innocenzo. Fu il primo detentore della dignità, le cui relazioni familiari e i cui legami sono noti. Il papa lo autorizzò a incoronare Ladislao e ad invalidare il giuramento di pellegrinaggio del malato Emerico. Ad ogni modo, Ladislao III fu incoronato il 26 agosto 1204 da Giovanni, arcivescovo di Caloccia, circostanza la quale suggerisce che Ugrino morì improvvisamente non molto prima di quella data. La sua tomba in marmo rosso fu scavata dagli archeologi nel XIX secolo.